# Plan Dawesa
Plan Dawesa (od nazwiska laureata Pokojowej Nagrody Nobla za rok 1925 Charlesa Gatesa Dawesa) – historyczny plan gospodarczy rozłożenia na wiele lat niemieckich reparacji wojennych po I wojnie światowej oraz udzielenia Niemcom pożyczek w wysokości 200 mln dolarów na ich spłatę. Opracowany został w celu stabilizacji niemieckiej gospodarki powojennej, przez zespół ekspertów pod kierownictwem amerykańskiego bankiera Charlesa Dawesa, przyjęty 16 sierpnia 1924 podczas obrad tzw. konferencji londyńskiej i uchwalony jako obowiązujący przez Reichstag 30 sierpnia 1924.

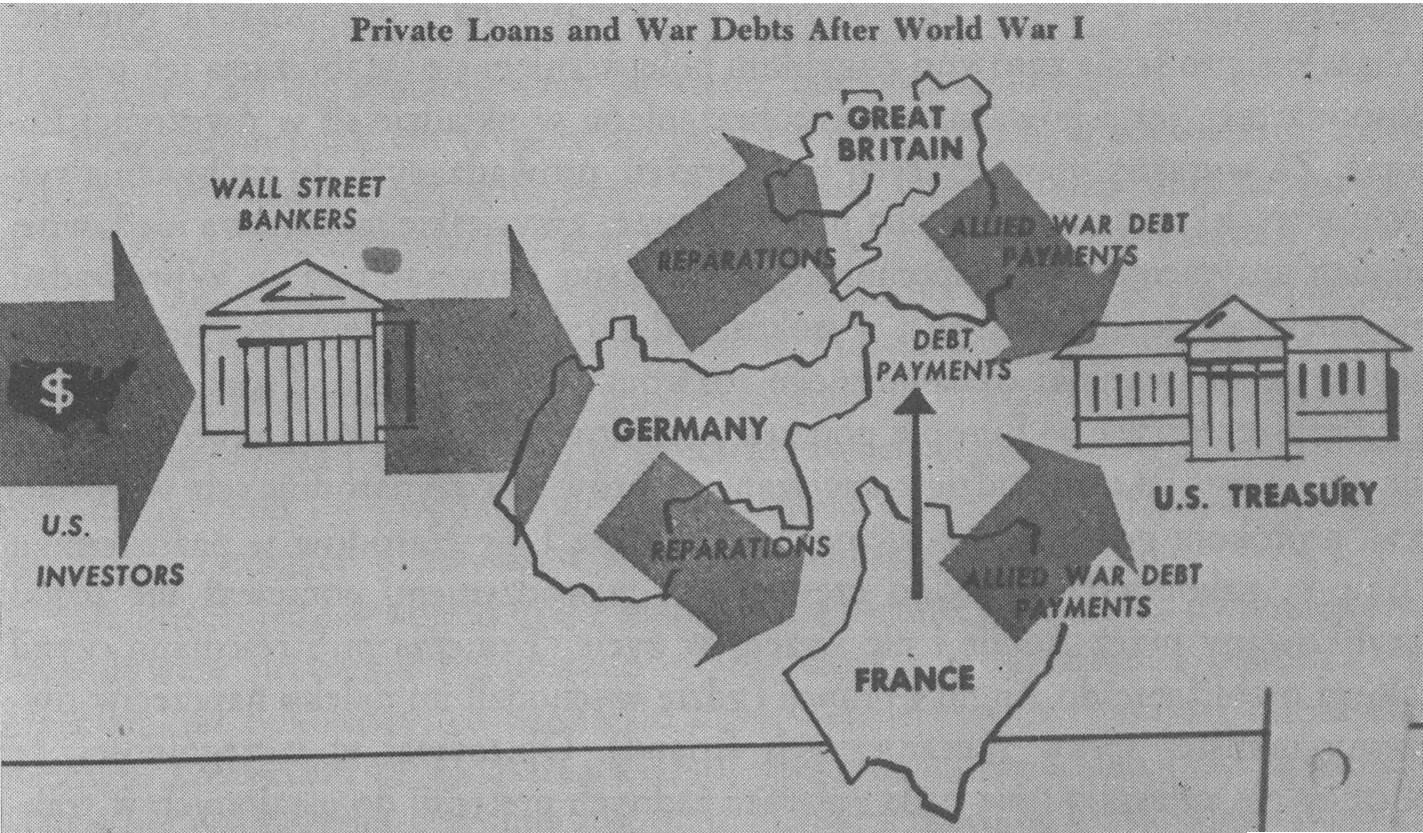
Schemat przepływów pożyczek i spłat długów wojennych po przyjęciu planu Dawesa w 1924 r. z banków amerykańskich przez Niemcy, Anglię, Francję z powrotem do Ameryki

## Przebieg
Kiedy po dotkliwej hiperinflacji w Niemczech, we wrześniu 1923 roku doszło w końcu do względnej stabilizacji walutowej, świat postanowił wspólnymi siłami podjąć próbę uregulowania kwestii reparacji powojennych. Dojście do władzy Partii Pracy w Wielkiej Brytanii i Kartelu Lewicy we Francji dodatkowo sprzyjało kompromisowi. Powołany w tej kwestii z inicjatywy USA międzynarodowy komitet ekspertów określił raty, które Niemcy miały spłacać przez najbliższe 5 lat. Wzrastały one stopniowo od 200 do 600 mln dolarów rocznie. Tym samym, całość niemieckich zobowiązań zostałaby spłacona w ciągu czterdziestu kilku lat. Planowano poddać niemieckie finanse kontroli, a spłaty reparacji zabezpieczyć m.in. dochodami z kolei, które przekształcono w tym celu w spółkę akcyjną (Deutsche Reichsbahn-Gesellschaft, DRG). Ponadto Bank Rzeszy został uniezależniony od rządu Niemiec. Niemcy otrzymały dostęp do kredytów oraz pożyczkę na poczet stabilizacji walutowej w wysokości 200 mln USD. Wycofawszy się z Zagłębia Ruhry, Francja i Belgia ewakuowały ok. 1/3 okupowanych dotychczas stref w Nadrenii.

## Skutki
Zgoda na przyjęcie Planu Dawesa zapadła podczas konferencji w Londynie, która odbyła się w dniach 16 lipca – 30 sierpnia 1924 r. z udziałem m.in. Wielkiej Brytanii i Francji. Plan Dawesa wszedł w życie dnia 30 sierpnia 1924 r.
Polityczna sytuacja powojennych Niemiec została ostatecznie znormalizowana już w roku 1925, co potwierdzał traktat z Locarno. Skutkiem stabilizacji był jednak krótki kryzys poinflacyjny w tym kraju. Przyniósł on między innymi bankructwo największego spekulacyjnego przedsięwzięcia z czasów hiperinflacji – koncernu Hugona Stinnesa.
Plan Dawesa, jako wieloletnia strategia prowadzenia polityki gospodarczej wobec Niemiec, przyczynił się do czasowego zmniejszenia napięcia politycznego i gospodarczego w Europie. W rezultacie jego realizacji jednakże, Niemcy pożyczyły więcej pieniędzy (20 mld marek), aniżeli spłaciły (10,3 mld marek). To między innymi dlatego w roku 1929 Plan Dawesa zastąpiony został przez kolejny plan dotyczący reparacji – Plan Younga.
30 stycznia 1937 Adolf Hitler oświadczył w Reichstagu, że pozbawia koleje niemieckie i Bank Rzeszy ich dotychczasowego charakteru, przywracając im pełną podległość Rzeszy Niemieckiej. Oznaczało to w istocie wypowiedzenie układu londyńskiego z 16 sierpnia 1924.